# 김천예술고등학교
김천예술고등학교(金泉藝術高等學校)는 대한민국 경상북도 김천시 교동에 위치한 사립 고등학교이다..

## 학교 연혁
- 1985년 12월 1일 : 김천예술고등학교 설립, 설립자 이신화
- 1986년 3월 1일 : 개교(음악과 1개반 승인) 초대 김종배 교장 취임
- 1986년 10월 8일 : 유원관 준공
- 1988년 3월 1일 : 제2대 이신화 교장 취임(본교 설립자)
- 1992년 6월 17일 : 특수목적고등학교 지정
- 1994년 3월 9일 : 음악관 준공
- 1997년 10월 1일 : 장미관 준공
- 1998년 5월 31일 : 정산국악원 준공
- 2001년 3월 1일 : 조형예술과 신설
- 2002년 9월 30일 : 무궁화관 준공
- 2004년 3월 1일 : 덕예원 준공(72명 입실)
- 2009년 4월 28일 : 푸른꿈 도서실 준공
- 2009년 7월 27일 : 한국예술영재교육원 연구협동기관 지정
- 2009년 9월 1일 : 경상북도교육청지정 교원능력개발평가 선도학교
- 2009년 11월 3일 : 샛별관 준공(지상 4층 30개 연습실)
- 2011년 11월 25일 : 정산아트홀 개관
- 2014년 1월 22일 : 음악관 2,3층 준공(금산홀)
- 2019년 12월 4일 : 기숙사 덕예2관 준공식
- 2020년 2월 14일 : 경북 뮤지컬 예술학급 운영
- 2023년 1월 5일 : 제35회 졸업식
- 2023년 3월 1일 : 제5대 이병률 교장 취임

## 설치 학과
- 조형예술과
- 공연예술과

## 갤러리

교가비
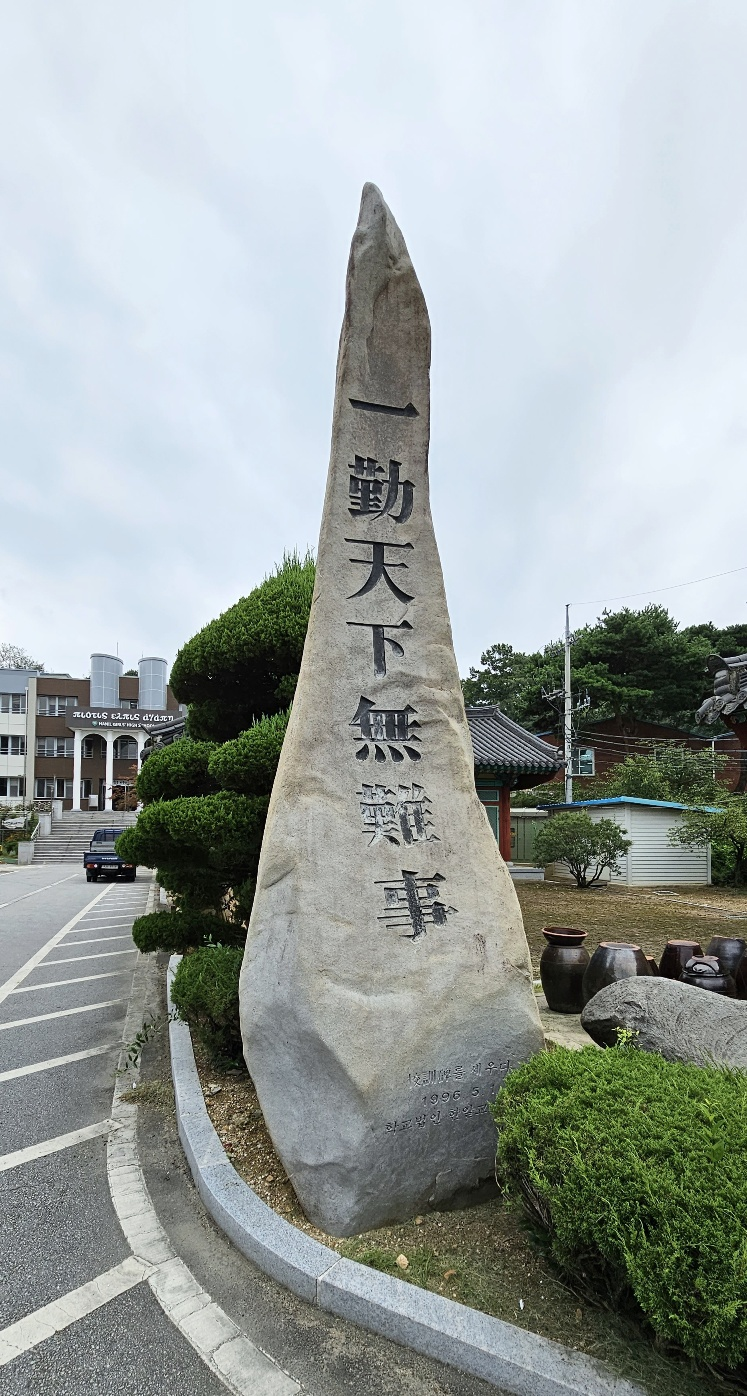
교훈
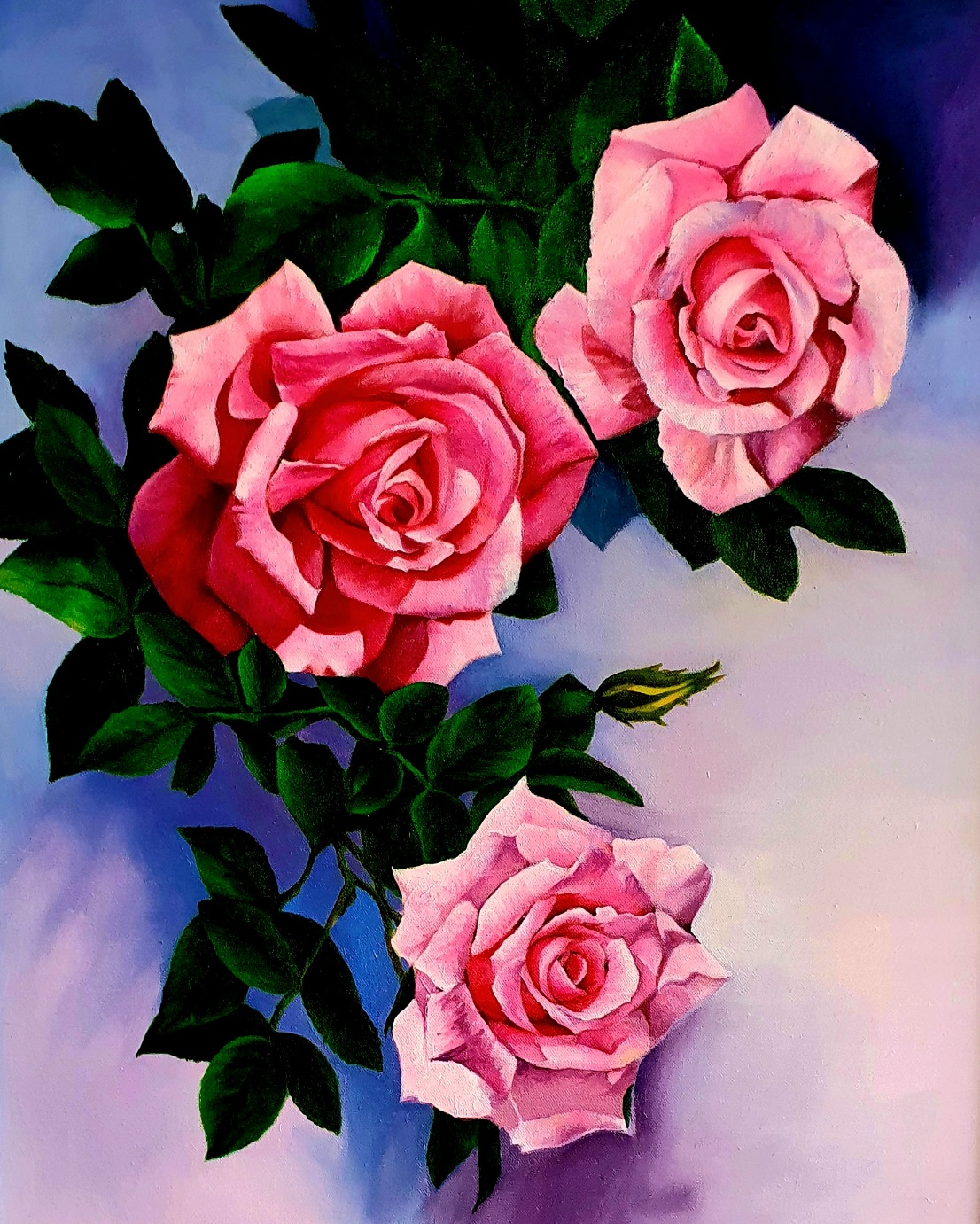
교화인 장미
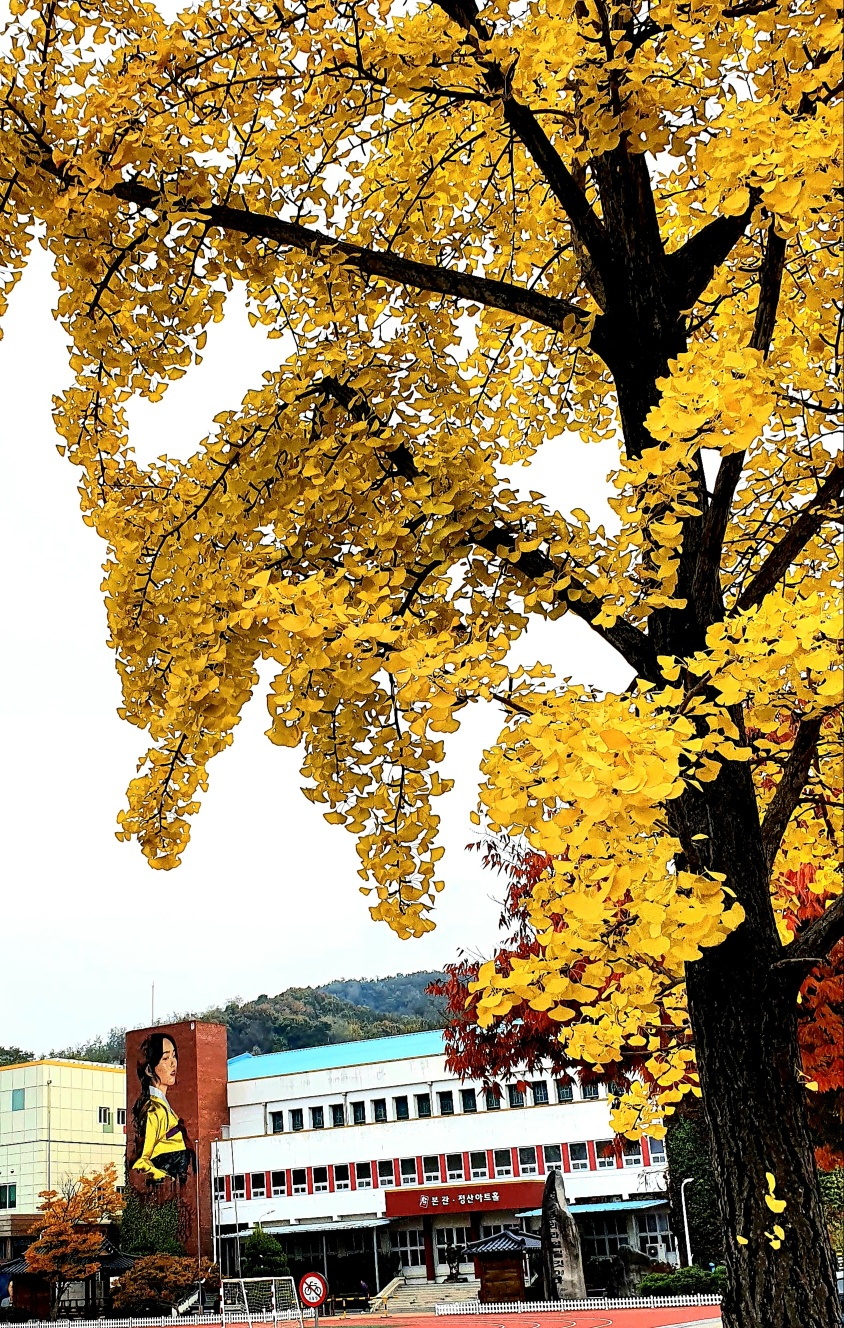
교목인 은행나무

## 참고 자료
- 김천예술고등학교 - 한국교육학술정보원 학교알리미